# Tratado de Sunda Kalapa

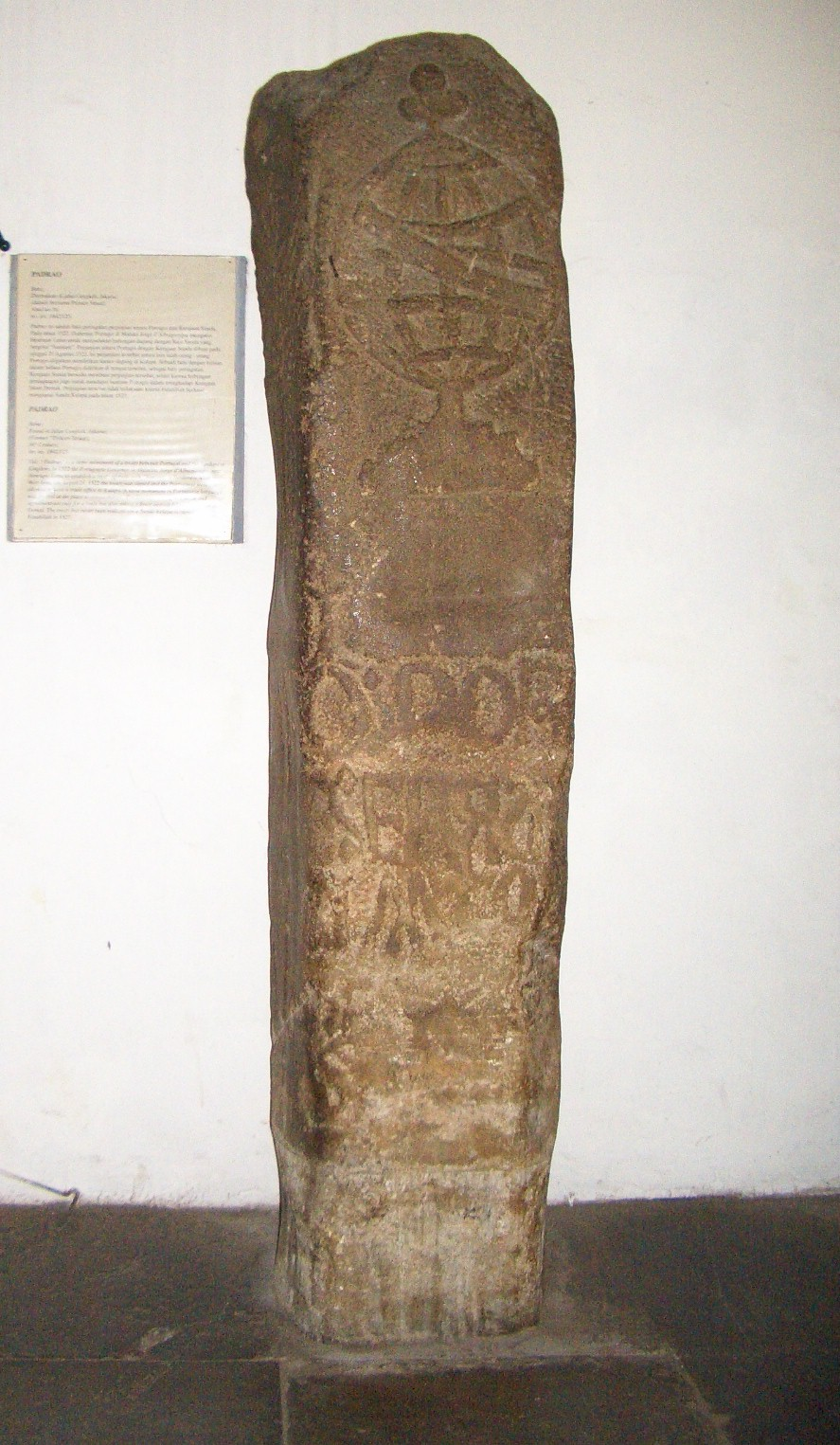
Padrão de Sunda Kalapa, que assinala o Tratado luso-sundanês de 1522, Museu Nacional da Indonésia, Jacarta

Tratado de Sunda Kalapa foi um tratado de assinado em 21 de agosto de 1522 entre o Reino de Sonda e Portugal, com vista a uma aliança militar e construção de um forte. O tratado é comemorado no chamado padrão luso sundanês, um pilar de pedra esculpido (padrão).

## História
Devido ao crescente domínio islâmico em Demak e Cirebon, o rei hindu de Sonda, Sri Baduga, Prabu Siliwangi, procurou a ajuda junto dos portugueses em Malaca. Para isso em 1512 e de novo em 1521 enviou o seu filho, o príncipe da coroa Prabu Surawisesa, Ratu Samian (Sang Hyang) de Malaca, a fim de convidar os portugueses a assinar um tratado de paz para o comércio de pimenta e construir uma fortaleza no seu principal porto, em Sunda Kalapa (actual Jacarta). 
Em 1522 os portugueses estavam prontos para formar uma coligação com o rei de Sunda, a fim de obter acesso ao lucrativo comércio de pimenta, o que aconteceu no mesmo ano em que foi concluída a circum-navegação de Fernão de Magalhães. 
O comandante da fortaleza de Malaca era então Jorge de Albuquerque. Em 1522 este enviou um navio a Sunda Kalapa, o São Sebastião capitaneado por Henrique Leme, com valiosos presentes para o rei de Sunda. Duas fontes escritas descrevem a celebração do tratado em pormenor. Uma delas é o documento português original de 1522, com o texto do tratado e assinaturas das testemunhas, o outro é um relato do evento por João de Barros, no seu livro Da Ásia, só impresso em 1777/78. 
De acordo com estas fontes, o rei saudou-os calorosamente à chegada. O principe da coroa havia sucedido a seu pai (1512 e 1521) e era agora rei Prabu Surawisesa com o título Ratu Samiam (Sang Hyang). João de Barros chamou-lhe rei Samião. Este governante de Sunda concordou num acordo de amizade com o Rei de Portugal e decidiu conceder uma fortaleza na foz do Ciliwung, rio onde os portugueses poderiam carregar muitos navios com pimenta como pretendiam. Além disso, prometeu que a partir do dia em que a construção da fortaleza se iniciasse, a cada ano doaria mil sacos de pimenta ao rei português (mais de 20 toneladas). O contrato foi escrito por duas vezes, uma cópia para o Rei de Sunda e uma para o Rei de Portugal, que foram assinados em 21 de Agosto de 1522. Os principais adjuntos do rei foram o mandarim Padam Tumangu, a mandarina Sangydepaty e Benegar, bem como o xabandar da terra chamado Fabian. 
"Pelo dito dia" disseram os mandarins e outros homens notáveis, em conjunto com Henrique Leme e seu séquito, foi para o local onde a fortaleza deveria ser construída na foz do rio, na "terra chamada Sunda Kalapa". Ali se ergueu uma memória pedra, chamada padrão, no sub-distrito Tugu, no norte de Jacarta. Era um costume do português erguer um padrão ao descobrir uma nova terra. O Museu Nacional de Jacarta é o actual guardião deste padrão.
Os portugueses não conseguiriam cumprir a promessa de voltar no ano seguinte para a construção da fortaleza por causa de problemas em Goa, na Índia. Eles só retornariam ao mar de Java em Novembro de 1526, com seis navios de Bintan sob o comando de Francisco da Sá.